# Manibandha

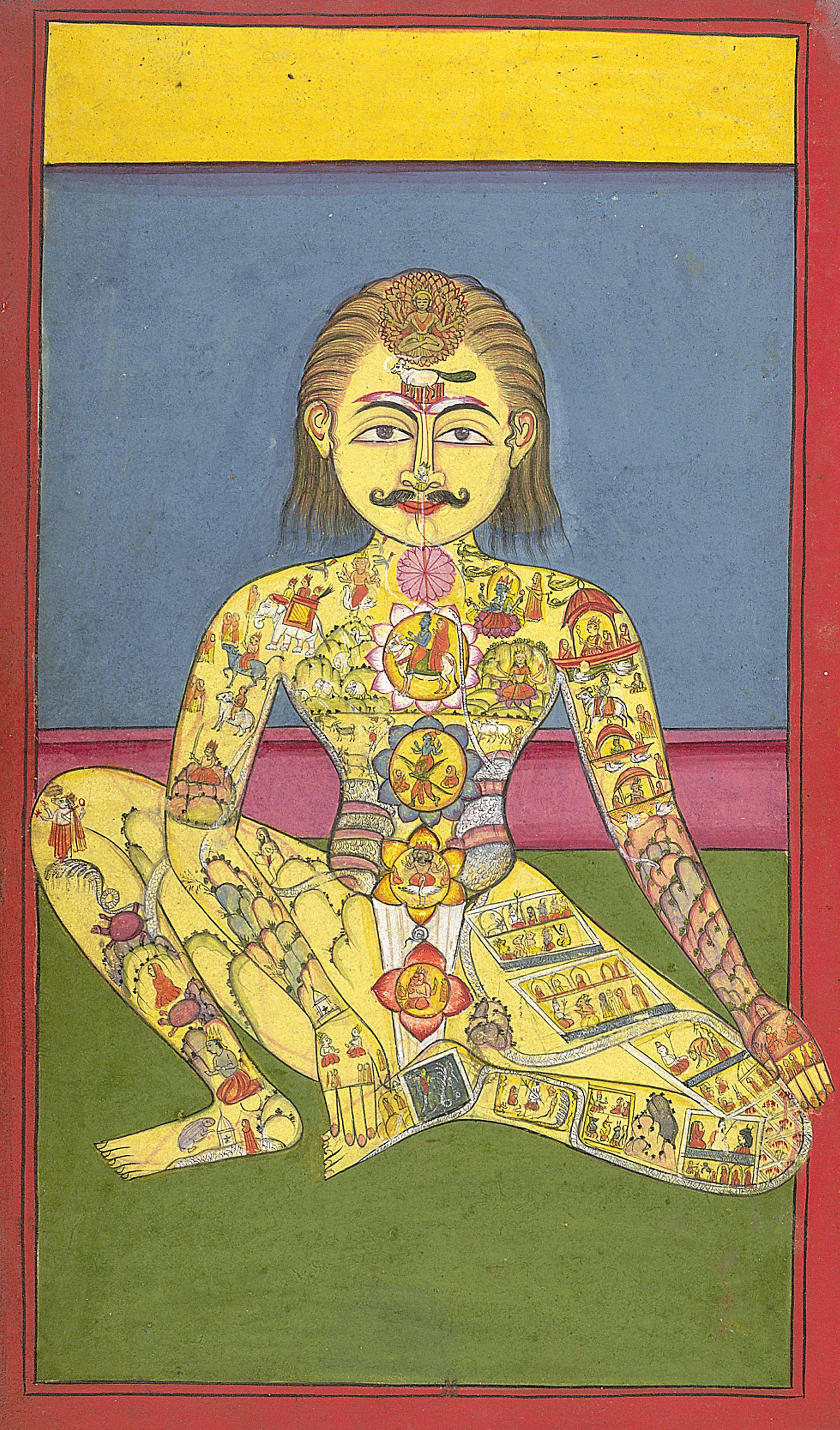
oude Tibetaanse kaart met de 7 Chakra's en de belangrijkste marmapunten

Manibandha (Manibandha-punt) is een marmapunt gelegen op de handen. Marmapunten worden in Oosterse filosofieën gebruikt bij massage, yoga, reflexologie en reiki. Men gelooft dat een marmapunt op een nadi ligt en zo een uitwerking kan hebben op een bepaald lichaamsdeel, proces of emotie
| Manibandha     | |
| -------------- | --- |
| Positie        | Manibandha is gelegen op het handgewricht op dezelfde lijn als de pink                                                                                   |
| Functie        | dit punt staat zou een meetpunt zijn voor iemand spirituele staat en diens vermogen om zijn potentieel in de wereld uit te drukken en te verwezenlijken. |
| Bijzonderheden | Dit punt wordt veel toegepast binnen de reiki |

## Overige marmapunten
Naar schatting zijn er 62.000 marmapunten in het lichaam. De belangrijkste 52 zijn: